# Nouvelles Annales du Museum d'Histoire Naturelle
Nouvelles Annales du Museum d'Histoire Naturelle, (abreviado Nouv. Ann. Mus. Hist. Nat.), foi uma revista ilustrada com descrições botânicas que foi editada pelo Museu Nacional de História Natural de França. Publicaram-se 4 números desde o ano 1832 até ao ano 1835.